# De Vaandeldrager
De Vaandeldrager is een olieverfschilderij uit 1636 van de Hollandse kunstschilder Rembrandt van Rijn (1606-1669). Sinds 21 januari 2022 is het in eigendom van Stichting Het Rijksmuseum. 

## Voorstelling
Op het schilderij wordt als halffiguur een vaandeldrager getoond, maar het is geen portret van een vaandeldrager. Traditioneel droegen ze een kostuum volgens de laatste mode en steevast een hoed met pluim. Hier draagt het model zestiende-eeuws aandoende kleding, vooral te zien aan de pofmouw en de schaambuidel. De halffiguur draagt verder geen hoed, maar een baret. Slechts de ringkraag, sjerp en veren doen denken aan een heuse vaandeldrager.
Het doek suggereert volgens kunsthistoricus Piet van Thiel een rijke kleurenrijkdom, maar bevat slechts enkele kleuraccenten, voornamelijk bruinen en grijzen, doch ook roze en groen.
Veel kunsthistorici zien Rembrandt in de figuur van de vaandeldrager, maar daarover is in de kunstwereld geen consensus. Volgens emeritus hoogleraar kunstgeschiedenis Eric Jan Sluijter toont Rembrandt zich hier niet herkenbaar. Sluijter stelt dat op dit werk zijn kin dikker is, de onderkin en kaak zelfs flink dikker, de neus korter en nog grover en hij voegde een grote druipsnor toe. Ook deze druipsnor is niet verenigbaar met een Hollandse vaandeldrager, maar geeft juist aan dat het hier om een dubieus sujet gaat.
Op het doek staat het jaartal 1636 vermeld en de signatuur Rembrandt.

## Kunstzinnige waarde
Van Thiel (1991) noemt het een van Rembrandts "meest briljante werkstukken". Hij vergelijkt de afgebeelde figuur met "de uitstraling van een acteur wiens simpele verschijning op het toneel voldoende is om de zaal te boeien".
Sluijter (2022) omschrijft het als "Verbluffend virtuoos geschilderd", maar stelt dat er geen sprake is van de toegeschreven kunstzinnige waarde: het werk vormde niet Rembrandts doorbraak in Amsterdam, is geen onbetwist hoogtepunt in diens oeuvre en vormt al helemaal geen ontbrekende schakel in de Rijksmuseum-collectie.

## Koop door Nederlandse staat
In 2019 werd het schilderij door de familie Rothschild te koop aangeboden. De Franse regering stelde meteen een exportverbod in voor de duur van dertig maanden. Binnen Frankrijk werd afgezien van een koop en de Nederlandse regering bewerkstelligde een tijdelijke overeenkomst, waarin werd afgesproken dat de familie tot 31 januari 2022 alleen met de Nederlandse staat zou onderhandelen over een eventuele verkoop. 
Op 21 januari 2022 werd De Vaandeldrager door de Nederlandse staat voor het Rijksmuseum gekocht voor de vraagprijs van 175 miljoen euro. De Nederlandse staat droeg 150 miljoen euro bij, waarvan negentien miljoen euro afkomstig was uit het museaal Aankoopfonds. De Vereniging Rembrandt, de Vriendenloterij en het Rijksmuseum Fonds droegen het verschil bij. Het Nederlandse parlement ging met de koop akkoord. 
Er was kritiek op de hoge kosten. Kunsthistorica en Volkskrant-redactrice Wieteke van Zeil schreef: "Het is crisis. Om 175 miljoen vrij te maken op dit moment van maatschappelijke nood, met hulp van een demissionair kabinet, getuigt van een grote toondoofheid voor de werkelijkheid in de cultuursector." Gary Schwartz sprak de zorg uit dat de hoge prijs het musea wereldwijd moeilijker maakt om oude meesterwerken te verwerven of geschonken te krijgen. Want: "Donateurs hebben ook erven die de krant lezen." Sjeng Scheijen legt een verband tussen zulke exuberante prijsstijgingen en de kosten voor musea omdat met de prijzen ook de verzekeringskosten stijgen, evenals de kosten voor bruikleenverkeer en beveiliging.
Henk Otten maakte openbaar dat het koopcontract de eis bevat de aankoopsom over te maken naar een trust op een eiland in de Grote Oceaan, zodat de Franse overheid hier belastingsinkomsten misloopt. De Nederlandse staat werkt zo mee aan belastingontwijking.

## De Vaandeldrager on tour
De Tweede Kamer verzocht in december in een motie aan de regering om een rondreis van het schilderij door alle Nederlandse provincies. Vanaf 30 april 2022 ging De Vaandeldrager onder de naam De Vaandeldrager on tour een jaar lang op reis langs twaalf Nederlandse musea in evenveel provincies. In elk museum was het de bedoeling dat het schilderij minstens één dag gratis toegankelijk zou zijn.
De kosten voor deze rondreis werden begroot op 885.000 euro, waarvan de Vriendenloterij 485.000 euro uit eigen middelen toezegde. Het schilderij werd voor deze tour niet verzekerd, iets dat in Nederland bij bruiklenen gebruikelijk is. Het Rijksmuseum gaf de garantie de kosten van eventuele schade op zich te nemen.

## Herkomst
- Komt mogelijk voor in de boedelinventaris van Maijke Burchvliet, Delft, 13 mei 1667 ("Een vendrager door Reybrant van Rijn") of in die van Herman Becker, Amsterdam, 19 oktober - 23 november 1678 ("een Vaendrager van Rembrant").
- Mogelijk te koop aangeboden op veiling van Allard van Everdingen, Amsterdam, 19 april 1709, nr. 34 ("Een Vaandrager van Rembrant")
- Komt mogelijk voor in de verzameling J.M. Quinkhard, Amsterdam
- Waarschijnlijk op de veiling [Mallet], Parijs, mei 1766, nr. 87 ("Un Tableau représentant un Guerrier, peint par Rimbrant Wanrin, sur toile, de 3 pieds 7 pouces & demi de large")
- Waarschijnlijk aangeboden op een veiling te Parijs in december 1766, nr. 87 ("Un Tableau représentant un Guerrier tenant un drapeau sur son côté, peint par Rembrant Vanryn; on prétend que c'est son Portrait; c'est un très-beau Tableau de ce Maître, sur toile, avec bordure dorée; il porte 3 pieds & demi de haut, sur 2 pieds 9 pouces de large").
- Op 2 december 1768 waarschijnlijk te koop op een veiling te Parijs, nr. 29 ("Un Tableau représentant un Guerrier tenant un drapeau sur son épaule, la main appuyée sur son côté, peint par Rimbrant-Vanrin, dans sa bordure dorée; il porte 3 pieds & demi de haut, sur 2 pieds 9 pouces de large")
- Augustus 1779, nr. 80, veiling Chevalier G.F.J. de Verhulst, Brussel ("Rembrant van Ryn, Peint sur Toile, haut 46,5, large 37 pouces. Le Portrait de ce Peintre peint par lui-même: il s'y est représenté en Porte-Enseigne cuirassé, à larges culottes & avec un Echarpe, tenant un drapeau déployé, il a un chapeau à plumet & rabatu sur la tête. L'Estampe en est gravée en maniere noire par P. Lauw", voor 1290 franc aan Fouquet).
- 8-12 april 1783, nr. 26 op veiling [Leboeuf] te Parijs, met eenzelfde omschrijving als bij de vorige veiling, maar met de aanvulling: "Ce beau Tableau a fait l'ornement du cabinet de Verhulst à Bruxelles, Hauteur 45 pouces, largeur 39. T[oile]"; voor 5299,19 Franse franc aan Devouges.
- 11-18 mei 1801, nr. 117 ("Par le même [Rhyn (Rembrandt Van)|Peint sur toile, haut de 125, large de 105 c[entimètres]. Un autre Tableau, du plus grand caractère, et de cette force de couleur qui convient aux morceaux de premier rang dans les cabinets. Il représente le portrait de Rembrandt, dans un costume militaire, dénommé dans la curiosité sous le titre de porte-drapeau. Il provient des cabinets de Verhulst, à Bruxelles, et de le Boeuf. Voyez le catalogue de Le Brun, no. 26. Ces ouvrages marquans ne se recontrent que très-rarement, et ne peuvent se trouver que dans les collections dont l'arrangement d'une galerie aurait été projeté. Il était destiné pour le pendant du morceau ci-après. 49 sur 39 pouces"; voor 3095 franc aan Lafontaine; met dat pendant werd een vrije kopie bedoeld, later in bezit van het Museum voor Schone Kunsten te Antwerpen, naar het portret van Saskia in Kassel.
- Verzameling koning George IV van Engeland.
- Kunsthandelaar Lafontaine, Londen
- Verzameling lady Clarke, Oak Hill
- 8 mei 1840, nr. 47, veiling van sir S. Clarke, Londen ("Le Porte Drapeau; Rembrandt in the Character of a Standard-Bearer), voor 840 pond aan James baron de Rothschild, het schilderij bleef vervolgens in het bezit van zijn nakomelingen
- 21 januari 2022, gekocht door de Nederlandse staat voor 175 miljoen euro

## Tentoonstellingen
- Gemäldegalerie Staatliche Museen Preussischer Kulturbesitz in het Altes Museum, Berlijn (12 september 1991 - 10 november 1991)
- Rijksmuseum Amsterdam: Rembrandt. De Meester & zijn Werkplaats (4 december 1991 - 1 maart 1992), als De vaandeldrager
- National Gallery, Londen (26 maart 1992 - 14 mei 1992)
- Rijksmuseum Amsterdam: Rembrandt - Velázquez. Nederlandse & Spaanse meesters (11 oktober 2019 - 19 januari 2020)